# Замок Вранов-над-Дийи
Замок Вранов-над-Дийи (чеш. Vranov nad Dyjí) — королевский замок, стоящий на скалистой горе в окружении густых лесов над рекой Дие у одноимённого городка в южной Моравии (Южноморавский край Чешской республики), в 16 км западнее районного центра Зноймо.
Упоминание замка Вранов-над-Дийи в летописях начинается с 1100 года, но выстроен он был значительно раньше, как королевский замок, который охранял границу с Австрией. Все строения в нем были сооружены в готическом стиле. В 1323 году замок был передан королём Яном Люксембургским пану Йиндржиху из Липе. В 1614 году был куплен Вольфом Дитрихом из рода Алтанов. В 1665 году в замке большой пожар. После пожара подвергся реконструкции, и приобрел свой современный облик в стиле барокко.
Одно из наиболее привлекательных мест в замке — Зал предков. Замок открыт с апреля по октябрь. Выходной понедельник.

## Галерея

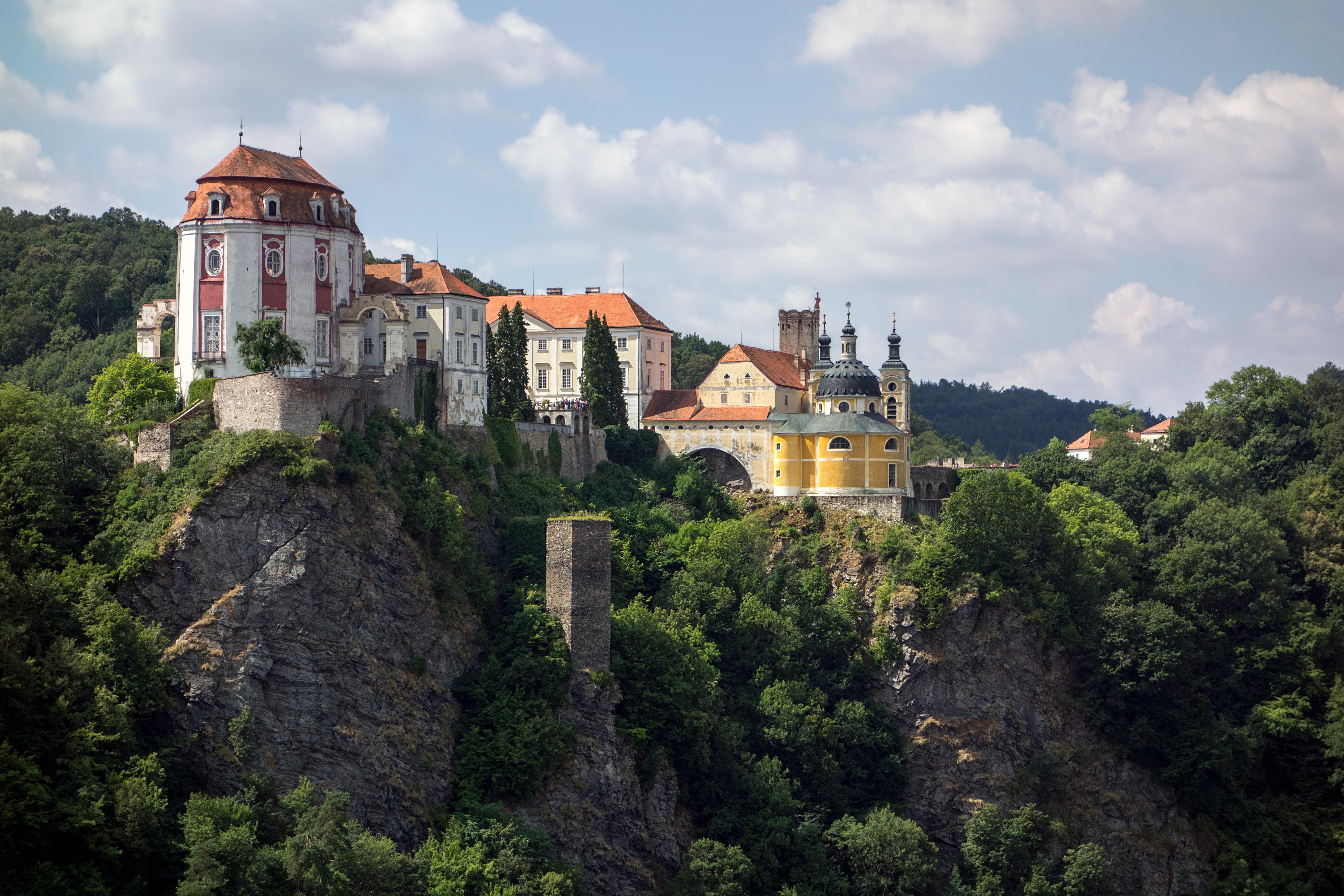
Замок Вранов-над-Дийи
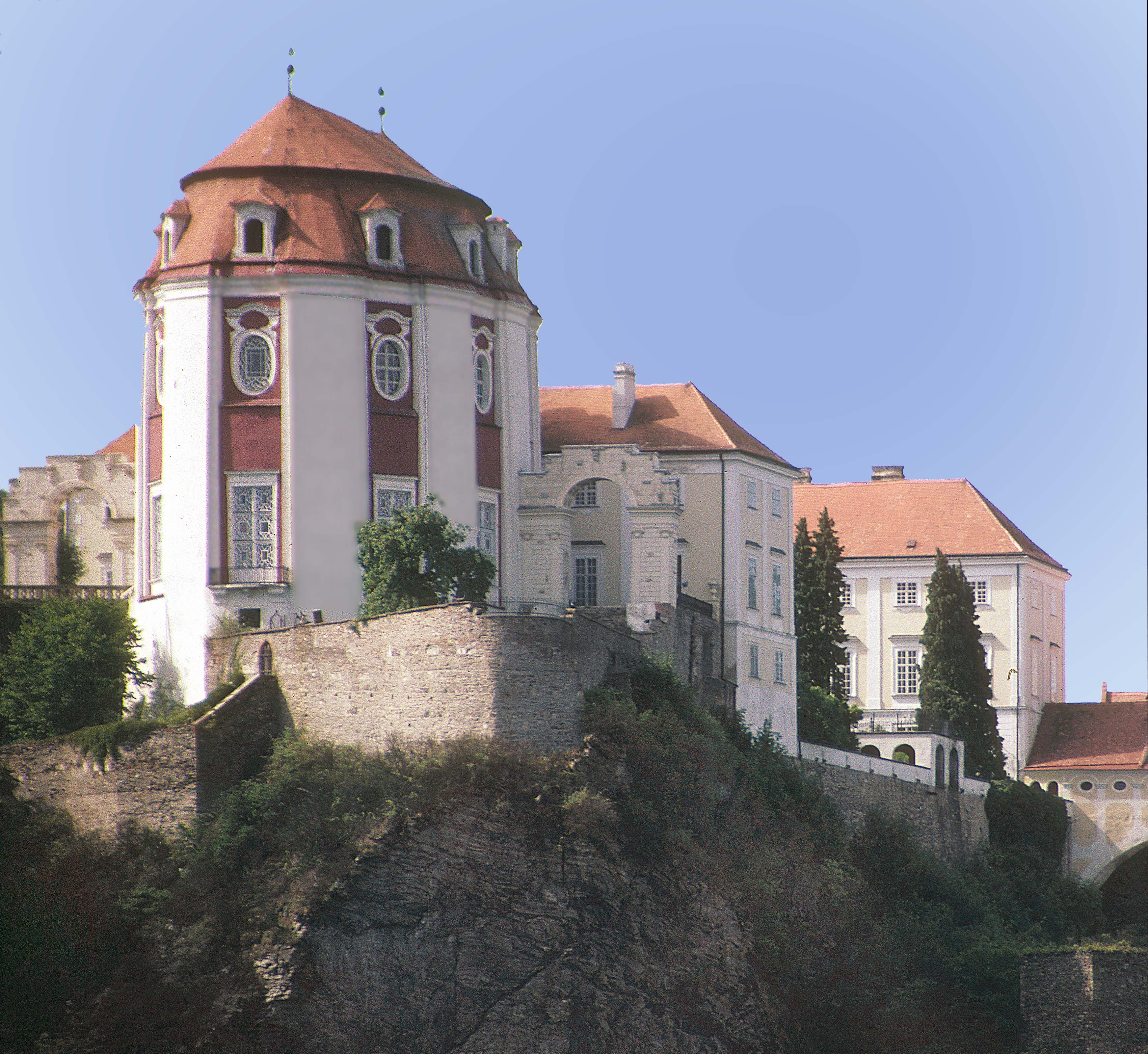
Вид на Зал Предков
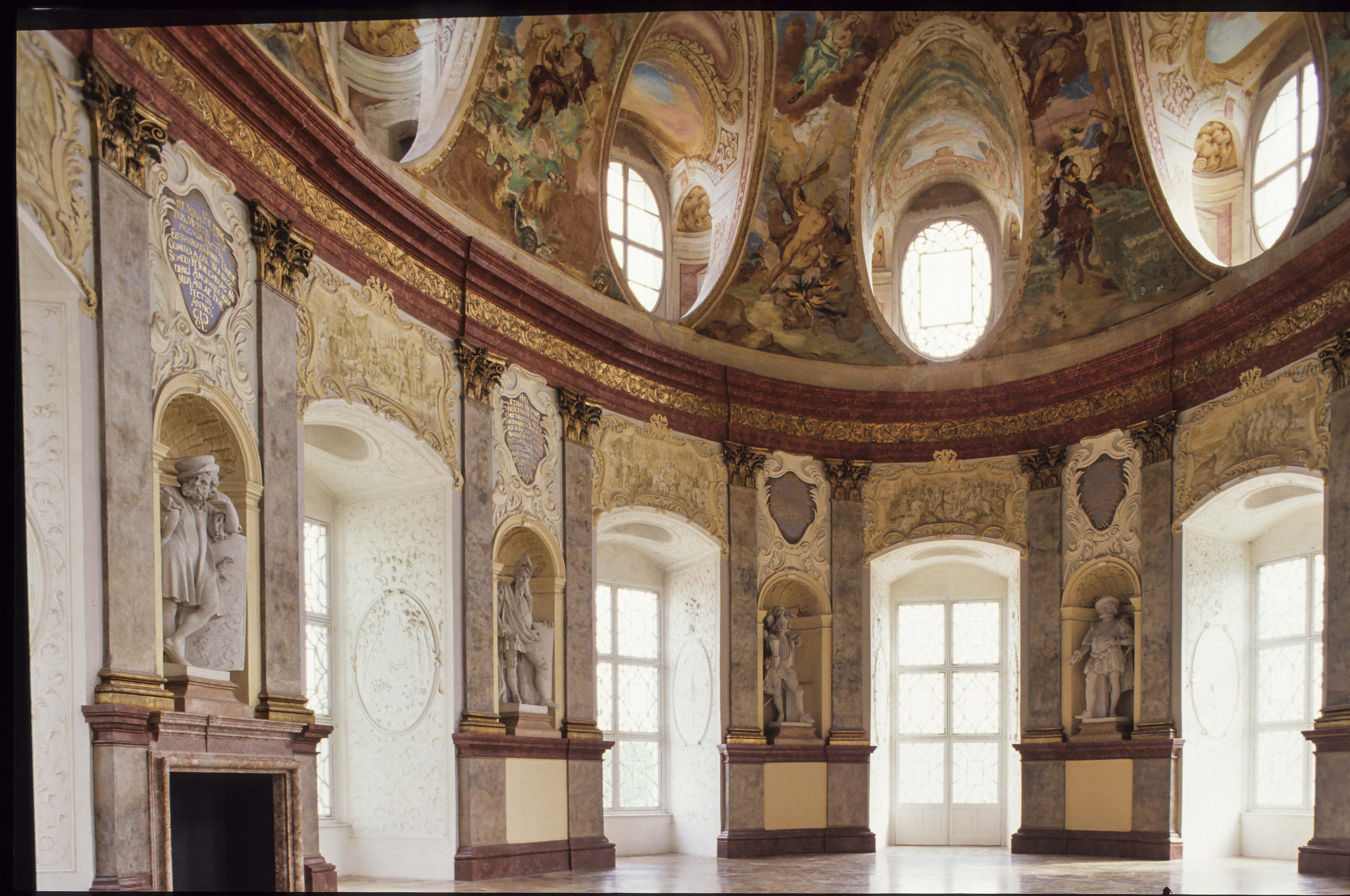
Интерьер Зала Предков
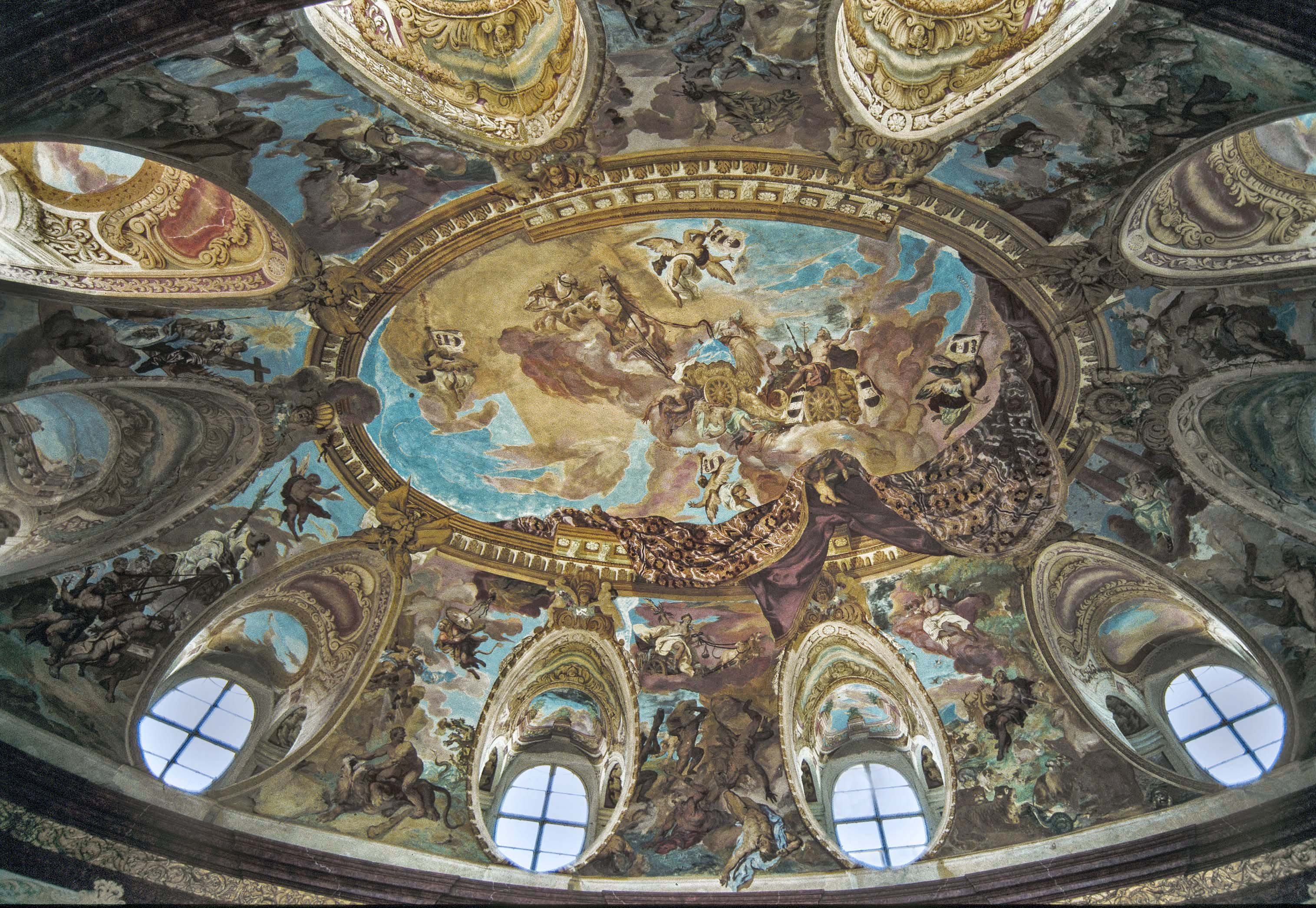
Купол Зала Предков
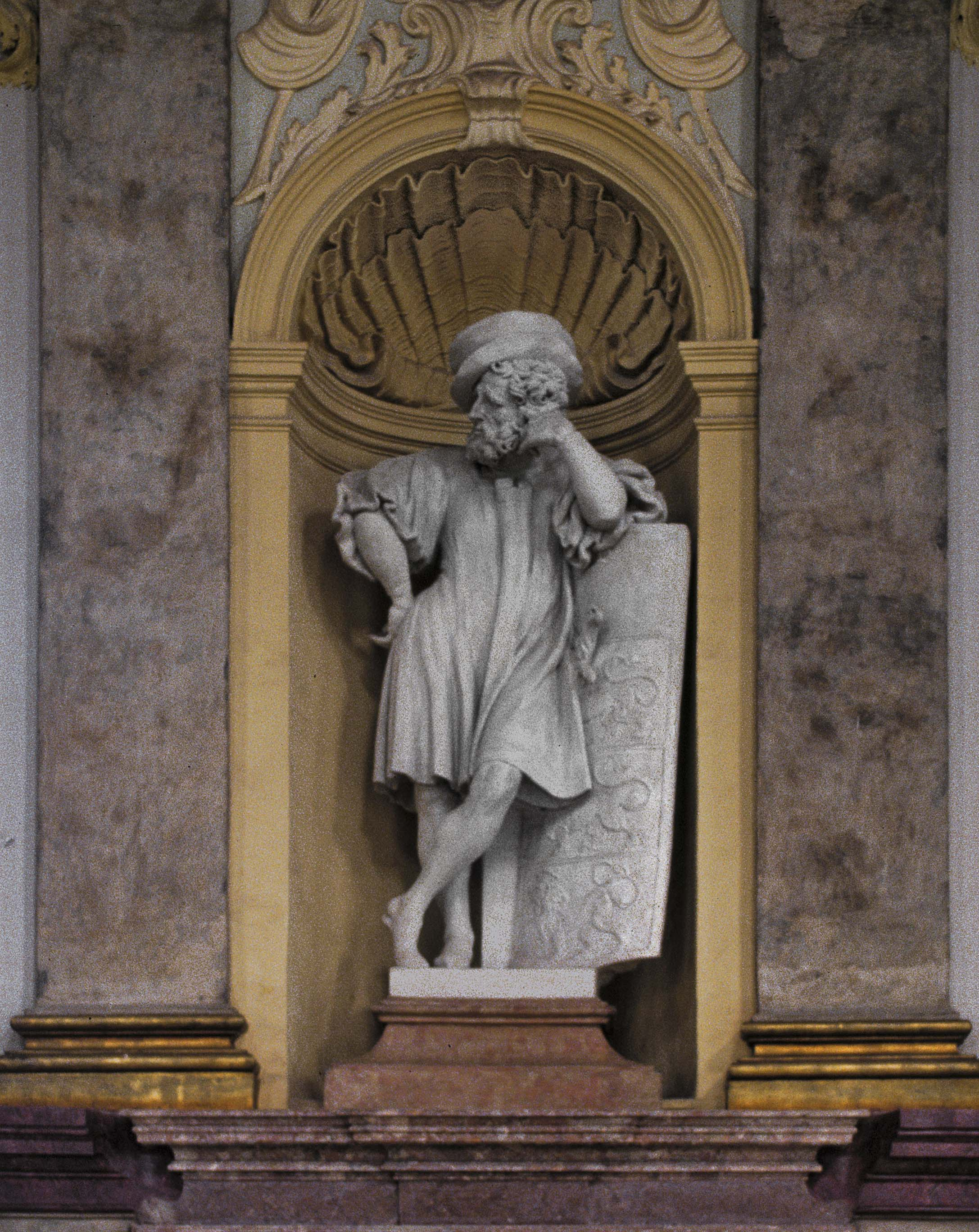
Статуя одного из представителей династии в Зале Предков
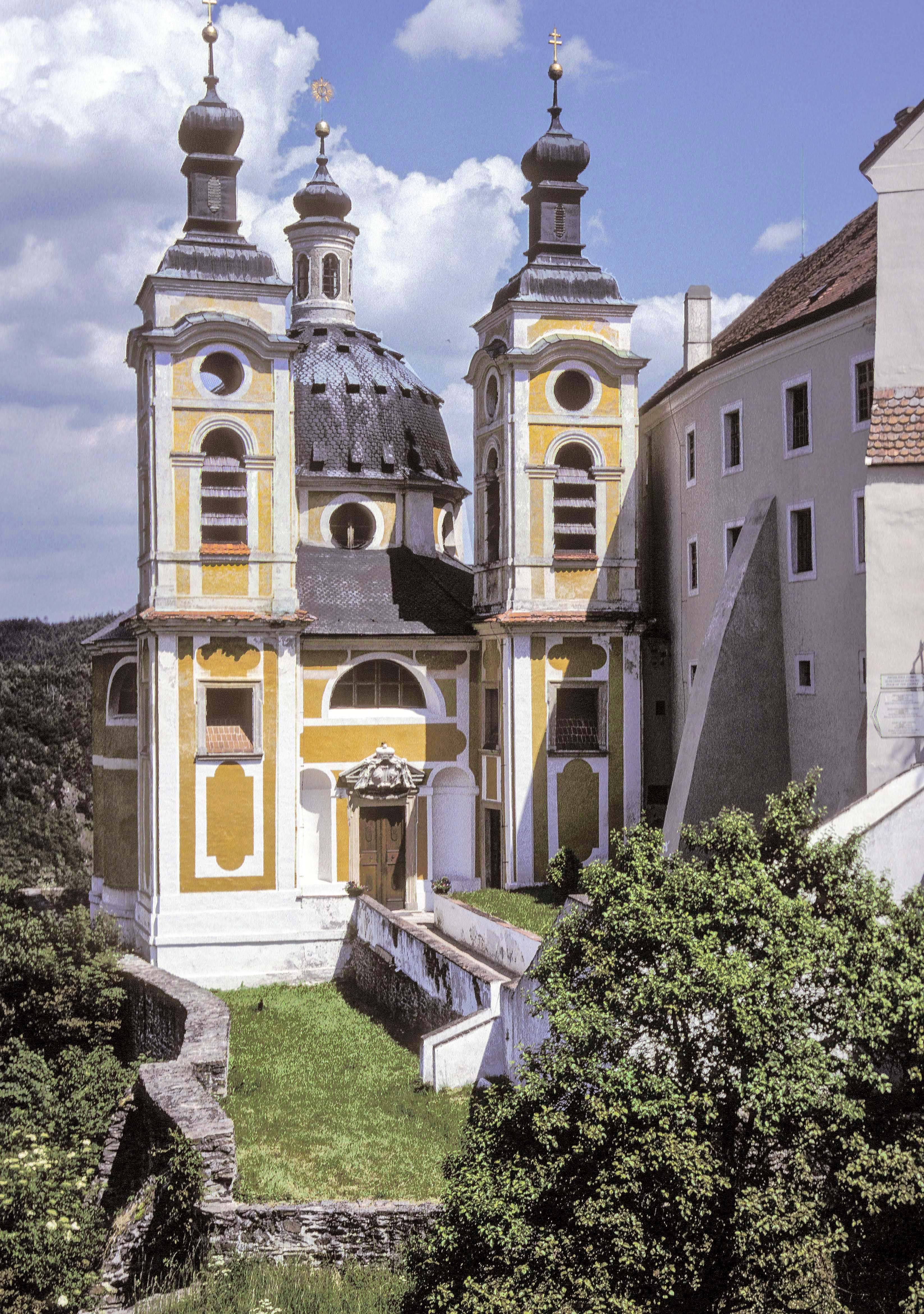
Капелла Святой Троицы
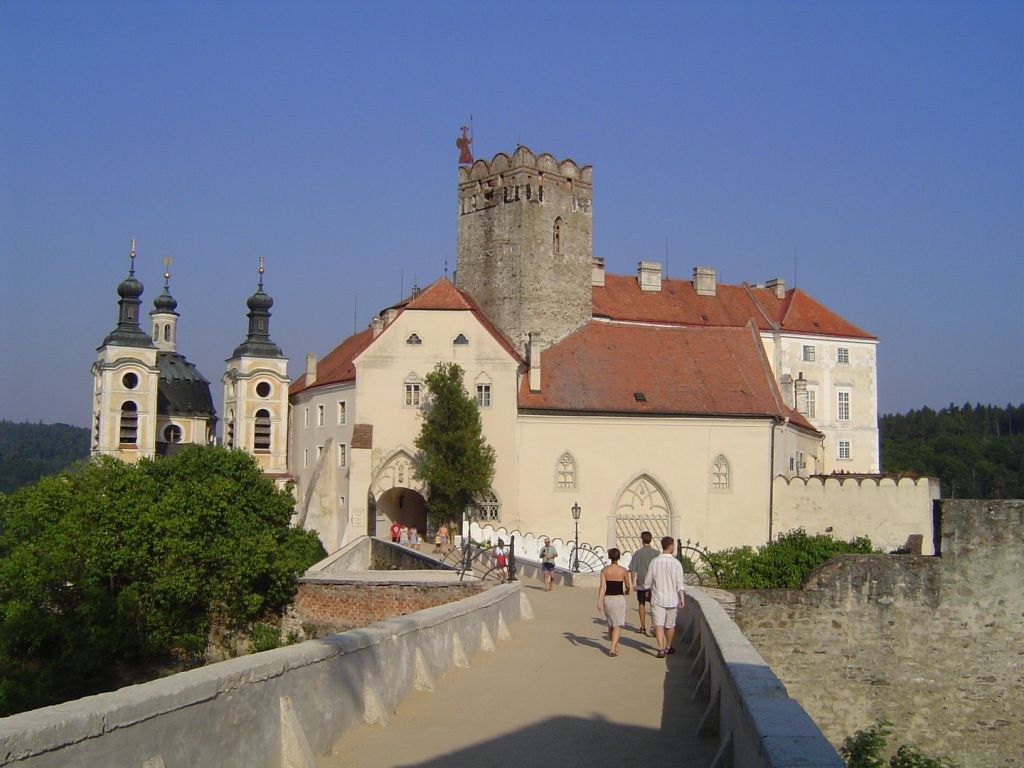
Вид на замок с запада. В середине видна готическая смотровая башня над главными воротами. Слева видна капелла Святой Троицы над криптой семьи Альтманн
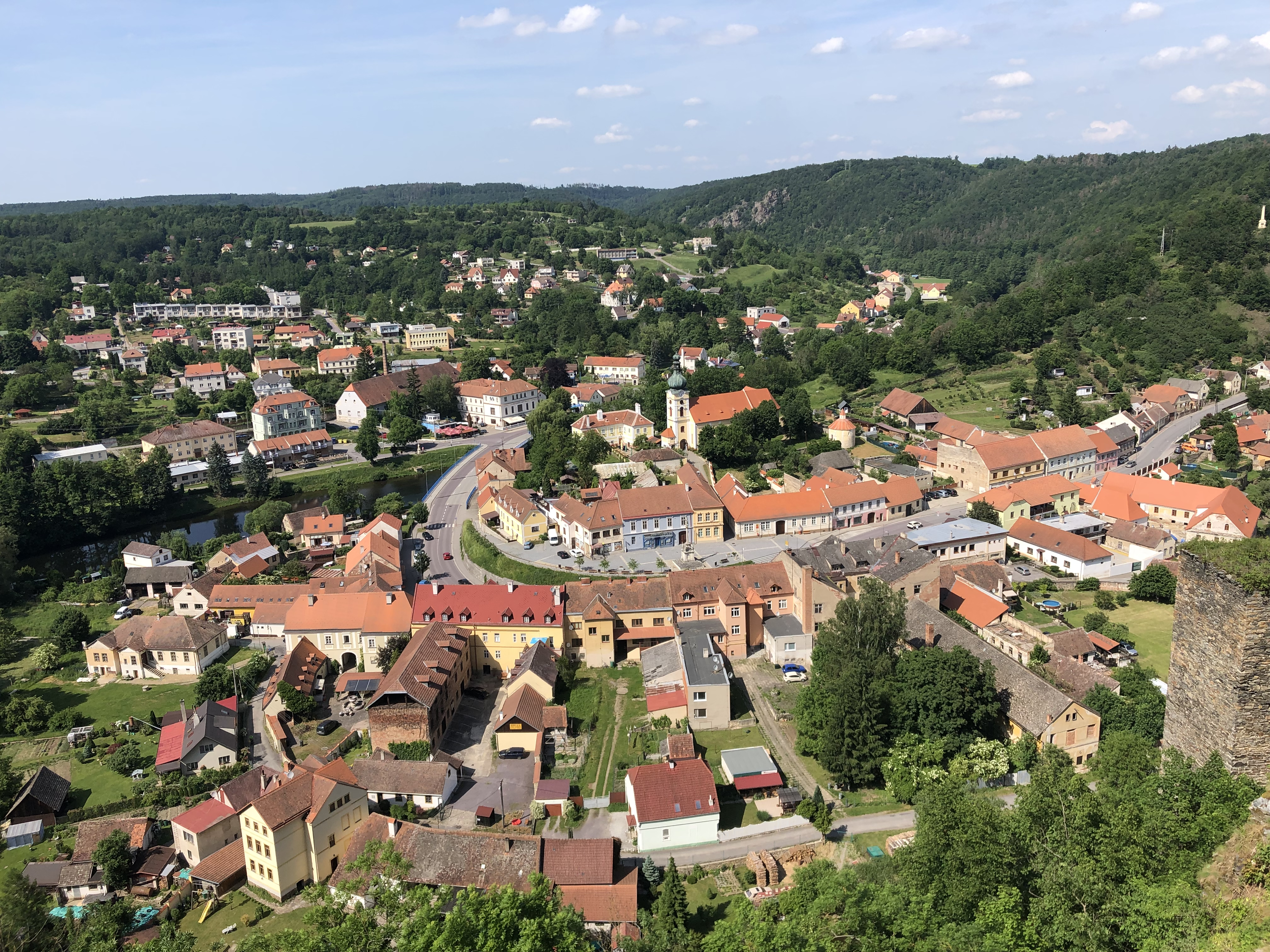
Вид на город Вранов-над-Дийи из замка